# Камлах
Камлах (њем. Kammlach) општина је у њемачкој савезној држави Баварска. Једно је од 52 општинска средишта округа Унтералгој. Према процјени из 2010. у општини је живјело 1.768 становника. Посједује регионалну шифру (AGS) 9778180.

## Географски и демографски подаци
Камлах се налази у савезној држави Баварска у округу Унтералгој. Општина се налази на надморској висини од 600 метара. Површина општине износи 26,7 km². У самом мјесту је, према процјени из 2010. године, живјело 1.768 становника. Просјечна густина становништва износи 66 становника/km².

## Међународна сарадња
| Мјесто | Држава     | Врста сарадње | Од    |
| ------ | ---------- | ------------- | ----- |
|        | Швајцарска | контакт       | 2000. |
| Извор  |            |               |       |